# سیارک ۲۵۹۰
سیارک ۲۵۹۰ (به انگلیسی: 2590 Mourao، نامگذاری:1980KJ) دو هزار و پانصد و نودمین سیارک کشف شده‌است که در ۲۲ مه ۱۹۸۰ کشف شد.
قدر مطلق سیارک برابر ۱۲٫۷۰ است.